# Brennan Heart
Brennan Heart (bürgerlich Fabian Bohn, * 2. März 1982) ist ein niederländischer Hardstyle-DJ und Produzent. Er gilt als einer der bekanntesten Vertreter dieses Genres.

## Karriere
Im Alter von 14 Jahren begann Bohns Interesse für elektronische Musik. Innerhalb einiger Jahre erlernte er Studiotechnik und -produktion. Mit 18 Jahren erhielt er einen Vertrag beim Label EMI Music. Im Mai 2006 gründete Bohn zusammen mit Dov Elkabas, auch bekannt als The Prophet, das Label M!D!FY.
Damit konnte Brennan Heart in den härteren Stilen der Dance-Musik seine eigenen Sounds entwickeln. Anfangs war das Plattenlabel dazu gedacht, seine Musik und Ideen besser zu verwirklichen. Heute wächst das Label und es erscheinen mehr Veröffentlichungen von anderen Künstlern.
Im Jahr 2013 eröffnete Brennan Heart sein Label Brennan Heart Music unter dem Namen WE R Music neu.
Bohn interessiert sich für verschiedene elektronische Musikstile und produzierte in den vergangenen Jahren die verschiedensten Subgenres der elektronischen Musik: Hardstyle, Techno, Hardtrance und Techtrance. Viele dieser Produktionen wurden als Nebenprojekte veröffentlicht. Dies sind unter anderem Blademasterz, Unknown Analoq, Superwave, Bassdriver, Orion’s Voice, Misdome Project, Shoplifter und Meredith.
Bohn legte in den letzten Jahren bei mehreren bedeutenden Veranstaltungen auf der ganzen Welt auf.
Darunter auf Qlimax, Defqon.1, Tomorrowland, Decibel, Hard Bass, Reverze, Electric Daisy Carnival, Electric Love sowie Bassleader und Mysteryland.
Unter anderem stammen Hymnen für Qlimax, Decibel, Defqon.1 und das Intents Festival von Brennan Heart.

## Diskografie

### Alben
- Brennan Heart – Musical Impressions[4]
- Brennan Heart – M!d!f!lez[5]
- Brennan Heart – Evolution of Style[6]
- Brennan Heart – I am Hardstyle[7]
- Brennan Heart – On Demand[8]
- Brennan Heart – Show Your True Colors[9]
- Brennan Heart - Brennan Heart And Friends[10]
- Brennan Heart - Save Euphoric[11]

### Singles / Mixes
- Brennan Heart – Speakercheck / Rush to the Floor (2004)
- The Prophet & Brennan Heart – Payback (2006)
- Brennan Heart – Rev!val X (2006)
- Brennan Heart – Evolut!on of Style
- Brennan Heart AKA Blademasterz – One Blade (2007)
- Brennan Heart – Rush The Rmx (2007)
- Brennan Heart – Get Wasted (Defqon.1 Festival Anthem 2007) (2007)
- Brennan Heart Meets Clive King – Fearless / Wooloomooloo (2008)
- Brennan Heart ft Shanokee – Home / Homeless (2008)
- Brennan Heart – Memento / Remember, Remember… (2008)
- Brennan Heart – Faith in Your DJ (2009)
- Brennan Heart – Musical Impressions Album Sampler 001 (2009)
- Brennan Heart – Musical Impressions Album Sampler 002 (2009)
- Brennan Heart – Musical Impressions Album Sampler 003 (2009)
- Brennan Heart – City of Intensity (Decibel 2009 Anthem)
- Brennan Heart – Revelations (Reverze 2010 Anthem)
- The Viper & G–Town Madness Vs Brennan Heart – Blending Harder Styles (2010)
- Brennan Heart – Album Sampler 005 (2010)
- Brennan Heart & Headhunterz – MF Point of Perfection! (2010)
- Brennan Heart – Midifilez Sampler 001 (2010)
- Brennan Heart – Midifilez Sampler 002 (2010)
- Brennan Heart – Midifilez Sampler 003 (2010)
- Brennan Heart – Alternate Reality (Qlimax Anthem 2010)
- Brennan Heart – Midifilez Sampler 004 (2010)
- Brennan Heart – Till U Believe It (2011)
- Zany & Brennan Heart – Bang the Bass (2011)
- The Prophet & Brennan Heart – Wake Up! (2011, NL: Gold)[12]
- Brennan Heart – Running Late (2011)
- Brennan Heart – Light the Fire (2011)
- Brennan Heart & Wildstylez – Lose My Mind (2012, NL: Gold)
- Brennan Heart – We Can Escape (Intents Anthem 2012)
- Brennan Heart – Freaqshow (2013)
- Brennan Heart – Never Break Me (2013)
- Brennan Heart & Zatox – Fight The Resistance (2013)
- Brennan Heart – F.I.F.O (2013)
- Brennan Heart & Jonathan Mendelssohn – Imaginary (2013, NL: Platin)
- Brennan Heart – Outta My Way (2014)
- Brennan Heart – Illumination (Reverze Anthem 2015)
- Brennan Heart & Zatox - God Complex (2016)
- Brennan Heart & Trevor Guthrie - Won’t Hold Me Down (2018)
- Brennan Heart & Jonathan Mendelssohn - Coming back to you (2018)
- Brennan Heart - Fuelled by Fanatics (2018)
- Brennan Heart - Life Begins (2018)
- Brennan Heart & Galactixx - Partyfreak (2018)
- Brennan Heart & Coone* Ft. Max P - Fight For Something (2019)
- Brennan Heart - Show Your True Colors (I AM HARDSTYLE 2019 Anthem)
- Brennan Heart & Dimitri Vegas & Like Mike, Ummet Ozcan - Beast (2019)
- Brennan Heart & Jake Reese - Lose It All (2019)
- Armin van Buuren & Brennan Heart Feat. Andreas Moe - All On Me (2019)
- Brennan Heart Ft. Enina - Born & Raised (Official I Am Hardstyle Anthem 2020)
- Brennan Heart & Kayzo - Untouchable (2020)
- Coone & Brennan Heart - Fine Day (2020)
- Brennan Heart & Psyko Punkz - Everything We Are (2020)
- Brennan Heart feat. Metropole Orkest* & Christon - Hold On To Tomorrow (2020)
- Dimitri Vegas & Like Mike & Armin van Buuren & Brennan Heart Feat. Jeremy Oceans - Christmas Time (2020)
- Steve Aoki & Brennan Heart ft. PollyAnna - Close to You (2021)
- Brennan Heart & B-Front - The Code (2021)
- Brennan Heart ft. Jonathan Mendelsohn - Journey (2021)
- Brennan Heart - MF Real (2021)
- Brennan Heart - Way of Life (2021)
- Tungevaag ft. Kid Ink - Ride With Me (Brennan Heart Remix) (2021)
- Brennan Heart - Thunder (2022)
- Delirium ft. Sarah McLachLan - Silence (Brennan Heart Remix) (2022)
- Brennan Heart ft. Enina - Born to Fit In (2022)
- Brennan Heart - Time Will Tell (Reverze Anthem) (2022)
- Brennan Heart ft. Jay Mason - Story of Tomorrow (2022)
- Brennan Heart & Clockartz - What you Give is What you Get (2022)
- Brennan Heart & Dimitri Vegas & Like Mike - Because the Night (2022)
- Brennan Heart & Warface ft. Max P - Sacrifice (2022)
- Yellow Claw, Weird Genius - Lonely (Brennan Heart Remix) (2022)
- Brennan Heart & Wildstylez - WKND! (2022)
- Brennan Heart & Roland Clark - It’s All About The Music (2023)
- Brennan Heart & Tony Junior - What‘s Up? (2023)
- Brennan Heart & Phuture Noize - When Daylight Strikes (Intents Kingdom of Unity 2023 Anthem) (2023)
- Brennan Heart ft. Mingue - Rising Up (2023)